# Jay Gordon

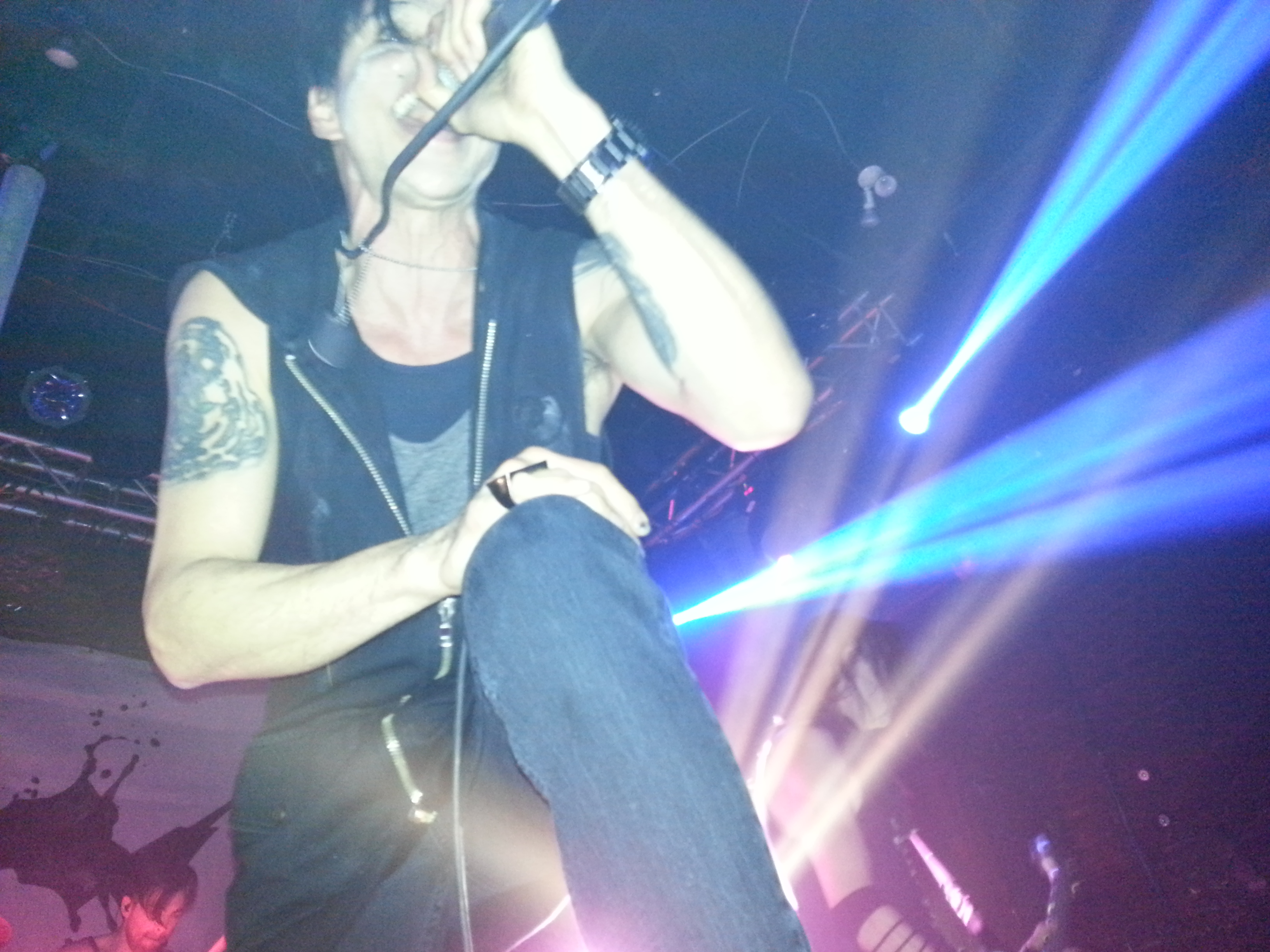
Jay Gordon

Jay Gordon (ur. 30 stycznia 1967 w San Francisco) – amerykański muzyk, wokalista zespołu Orgy. Zespół pochodzi z Bakersfield, co ułatwiło nagranie pierwszej płyty w wytwórni stworzonej przez członków grupy Korn. Gordon próbował swych sił jako producent debiutanckiego albumu Coal Chamber. Współpracował także z takimi zespołami jak Crazy Town czy Linkin Park. Tym ostatnym zrobił remix utworu „Points of Authority”. W 2002 roku został zaproszony przez Davisa do zaśpiewania utworu „Slept So Long”, który trafił na ścieżkę dźwiękową do filmu „Queen Of The Damned” („Królowa Potępionych”). W 2005 zostało wydane DVD zespołu Orgy.

## Albumy studyjne
Orgy
- Candyass (1998)
- Vapor Transmission (2000)
- Punk Statik Paranoia (2004)